# 島村速雄
島村 速雄（しまむら はやお、安政5年9月20日（1858年10月26日）- 大正12年（1923年）1月8日）は、日本の海軍軍人。元帥海軍大将正二位勲一等功二級男爵。高知県出身。海兵7期首席。
「非常な秀才で智謀は底が知れない、軍人には珍しいほど功名主義的な所が無い、生涯はつねに他者に功を譲ることを貫いた、天性のひろやかな度量のある人物」などと評される。

## 生涯

### 生い立ち
安政5年（1858年）、土佐藩の郷士・島村左五平と妻・鹿子の間に生まれる。幼名は午吉で、四人兄弟の次男であった。海南学校に学ぶ。幼い頃から秀才ぶりを発揮していたが、9歳の時に父を亡くし、家計が厳しかったため、学費が不要な海軍兵学寮への進学を希望し、勉学に励んだ。16歳のとき、島村の才気を耳にした司法省の役人から養子の誘いがあったが、「男子たるもの、他人の力で出世するのは意気地の無いことだ」として断っている（このとき、彼の代わりとして末弟が養子入りした）。17歳のときに上京、海軍兵学寮を受験して合格した（島村の在学中に「海軍兵学校」に改称）。

### 兵学校から士官へ
海軍兵学寮でも、相変わらずの秀才であった島村は、本科では常に首席であり、「兵学校7期に島村あり」と言われるほど名を知られるようになった。この兵学校時代では、イギリス式の海軍規律に初めて触れるとともに、吉松茂太郎や加藤友三郎らとの親交を持った。
23歳で海軍兵学校を首席卒業して海軍少尉補となり、軍艦「扶桑」の乗組員に任ぜられる。当時甲板掛士官であった、兵学校の1期先輩である斎藤実は、転任の際、後任として誰を推薦するかと問われ、島村と即答している。その後島村は少尉に昇り、軍艦「浅間」乗務に転任する。
当時、日本の隣国清の海軍は、二大戦艦「定遠」「鎮遠」を備え、生まれたばかりの日本海軍にとって多大な脅威であった。これに早くから危機感を抱いていた島村は、独学で砲術を学ぶようになる。戦術の専門家が軍内に育っていなかった当時のこと、島村は浅間乗務のまま砲術教授となり、その働きが認められて中尉に昇任する。島村は戦術をまとめた論文（アメリカ海軍軍人の著作の抄訳であったが）を発表したり、戦術の実地演習の演習法を考案したりと、海軍の戦術の進歩に貢献していく。それらの功績から大尉に昇った島村は、明治22年（1889年）からイギリスに3年間出張し、イギリス海軍のノウハウを学び、自らの戦術立案能力に磨きをかけることになる。

### 常備艦隊参謀
イギリスから帰国した島村は、巡洋艦「高雄」の分隊長兼砲術長を経て、明治26年（1893年）3月13日、常備艦隊の参謀に任命される。当時の島村の大尉という階級から考えて、これは異例の大抜擢であった。同年5月に常備艦隊司令長官に着任した伊東祐亨中将のもと、彼はイギリス仕込みの訓練法を徹底するなど辣腕をふるった（当時の常備艦隊には参謀は島村一人しか置かれておらず、また伊東司令長官の磊落かつ悠揚な性格もあって、彼の意見はそのまま採用されることが多かった）。翌年に常備艦隊が改組されて連合艦隊となり、伊東が司令長官に就任すると、島村もまた連合艦隊参謀となった。同年新たに鮫島員規大佐が参謀長に就任し、島村の直接の上官となったが、鮫島は職務を部下任せにする気質があったため、島村の意見が持つ影響力には変化はあまり無かったようである。また同年少佐に昇任している。

### 日清戦争
日清戦争においては、島村は参謀として、連合艦隊旗艦「松島」に乗り組んで参加した。途中で上役である参謀長が出羽重遠大佐（当時）に交代した。鮫島とは異なり、謹厳かつ豪胆な性格の出羽であったが、島村とは気が合い、関係は良好であった。
日清戦争における島村のはたらきとしては、作戦立案面では坪井航三が主張していた単縦陣戦法を支持して黄海海戦を勝利に導いたほか、艦隊首脳部の間を取り持つ調停役としての活躍もある。敗戦の責任をとって清国の提督・丁汝昌が自害した際、清から没収した艦船の中から商船「康済号」を返し、丁の亡骸を送らせるという伊東の行動は世界各国から賞賛を受けたが、これにも島村の助言があったと言われる。

### 結婚
日清戦争終結後、島村は軍令部局員として働く傍ら、海軍大学校で教鞭を執ったり、イタリアへ駐在武官として派遣されたりと忙しい毎日を送っていたが、同居している母の鹿子が高齢になっていることもあり、身を固める意味で結婚を決意した。しかしそれまで結婚には一切興味が無かった島村には想う相手などおらず、親戚に紹介された20歳以上年下の女性に、写真すら見ないまま決めてしまった。実際に二人が顔を合わせたのは結納の日が初めてであった。結婚は明治31年（1898年）、島村41歳のときで、花嫁の近藤菅尾は当時19歳。結果的に結婚生活は上手くいき、夫婦仲は生涯円満であった。

### 義和団の乱
明治32年（1899年）、大佐にまで昇っていた島村は、防護巡洋艦「須磨」の艦長に任じられる。下士官まで懇ろに労り、しばしばポケットマネーで催しを開いたり、士官を食事に誘ったりして、艦内の空気を良くすることに尽力する彼の勤務態度は高い評価を受けた。
翌年義和団の乱が勃発すると、澎湖島の馬公にいた須磨は直ちに大沽に派遣されて警備についた。島村は当時の海軍大臣山本権兵衛から、大沽に派遣された日本海軍の司令官役として推され、指揮を執った。迅速かつ的確な判断で指示を出す一方で、自ら哨兵として立つなど率先して働き、その目覚しい活躍から、英国海軍中将シーモアから感謝のメッセージを貰っている。

### 日露戦争
義和団の乱が終結すると、日本とロシアの対立がいよいよ鮮明となった。明治36年（1903年）、来るべきロシアとの戦争に備えて連合艦隊が再び組織され、東郷平八郎中将が司令長官に任命されたが、島村は幕僚のトップである参謀長となった。これには日清戦争での経験から伊東祐亨が強く推挙したことも大きい。
日露戦争には旗艦「三笠」に乗り組み、旅順港封鎖に参加。連合艦隊は機雷によってロシア海軍の名将ステパン・マカロフを戦死させたが、このときに機雷敷設の指揮をとった小田喜代蔵に対し、作戦の訓令を起草したのは島村であった（他にも東郷名義の報告書を代筆するなど、文章力についても評価されていたようである）。この間に少将に昇任している。
秋山真之や有馬良橘ら幕僚たちをまとめ、東郷をよく補佐する島村の働きぶりは目覚しく、東京朝日新聞や読売新聞に彼を称賛する記事が大きく取り上げられるなど海軍外にもその活躍は知れ渡ったが、彼は旅順封鎖作戦終了後に参謀長の座を降り、第二艦隊第二戦隊司令官に転任となっている。理由としては、旅順口閉塞作戦の失敗や、駆逐隊司令の一斉交代（黄海海戦での駆逐艦隊の働きが悪かったので、人心の一新が図られたため。島村もこれに賛同していた）などの責任を被る形で自ら辞職したと言われている。後任の参謀長として、海軍兵学校時代からの旧友である加藤友三郎を指名した。また秋山真之の能力を早くから高く買っていたようで、「作戦は彼に任せておけば問題ない」と太鼓判を捺しているが、秋山の功績とされているものの中には島村の発案を継承したものも少なくなかったことが最近の研究で明らかになってきている。このように島村は自分の周囲の不始末については自ら責任をとりつつ、業績については他に譲ることを常としていた。
転任後は第二戦隊旗艦「磐手」に坐乗して指揮を執ったが、連合艦隊における発言力は変わらなかったようで、バルチック艦隊をどこで迎え撃つかについて、当初作戦会議ではバルチック艦隊が津軽海峡もしくは宗谷海峡を通るものと踏んで、連合艦隊を北上させるべきであるとの意見が大勢を占めていたが、最終的には島村が賛同していた対馬海峡での迎撃案が採用され、日本海海戦での大勝への第一歩となった。
日本海海戦においては、自ら常に艦橋に立って戦況を具に眺めていた。戦闘終了後に妻に宛てた手紙には、「拙者儀はこのたびは別して閑にて何の御用もなく、ただ空前の大海戦の光景と大勝利を拝見いたし候のみにて、生来これくらい愉快を覚え候事はこれなく候」と認めている。

### 後進の育成
日露戦争終結直後の明治38年（1905年）12月19日に、日本に初めて練習艦隊が正式に組織されることとなり、島村は初代司令官となった。また翌年には海軍兵学校の校長に、明治41年（1908年）には中将に昇るとともに海軍大学校の校長に補されている。数年のうちに海軍士官の育成に関わる重職を三つ歴任したことになり、彼の手腕が評価されていたことが窺われる（大正3年（1914年）には海軍教育本部長にもなっている）。
また、この間に第二回万国平和会議に、日本海軍の代表として列席するためハーグへ出張している。

### 軍令部長
明治42年（1909年）に第二艦隊司令長官、明治44年（1911年）に佐世保鎮守府司令長官、と転属を繰り返した後、大正3年（1914年）に東京に戻って海軍教育本部長となったが、シーメンス事件のあおりを受けて伊集院五郎が軍令部長を辞職、その後任となった。当時の海軍大臣は島村の親友・加藤友三郎であり、海軍省との連携は非常に円滑であった。軍令部長在任時、日本は第一次世界大戦に参戦し勝利、また彼自身大将に昇任となった。
大正9年（1920年）、八八艦隊の予算案が通過したのを見届けて軍令部長を退くことを決意、山下源太郎を後任に推薦して自らは軍事参議官となった。

### 晩年
参議官は閑職であり、以降は穏やかな晩年を送った。次第に脳血栓の症状が出るようになり、大正12年（1923年）1月8日、脳梗塞により薨去。享年66。葬儀委員長は旧友の吉松茂太郎が務めた。死後元帥位が追贈され、土佐出身者として初の元帥となった。

## エピソード
- 同郷の吉松茂太郎大将とは生涯を通じた友人だった。漢学者の家系である吉松は文系が得意で、島村は逆に理系に強かったが、海軍兵学校時代の試験で数学の問題を解き終えた島村が歌舞伎役者の落書きを書いて吉松に見せつけ、吹き出した吉松が教官から叱責された。吉松はその悪戯を本気で根に持っていたという。
- 大尉時代には、仁礼景範中将の令嬢春子との縁談があった。しかし島村はイギリス留学中に落馬事故を起こし、耳鳴りの後遺症が残った。このことが大げさに日本へ報告されたため、結婚の話は沙汰止みとなった。ちなみに春子はのちに斎藤実大将に嫁いでいる。春子は二・二六事件で夫を失い、自らも夫をかばって銃弾を受けたが、98歳の長寿を全うした。
- この落馬事故の際に見舞った有馬良橘（のち海軍大将）を島村は終生かわいがった。この時には有馬が研究していた和文手旗信号の完成を大いに賞賛している。のちに日露戦争で有馬が陣頭指揮を執った旅順口閉塞作戦がことごとく失敗したため、有馬を連合艦隊参謀から更迭せざるを得なくなったが、島村も自ら連合艦隊参謀長の座から退いている。これは有馬を慮った行動ではないかと言われる。
- 艦長職としては唯一、戦艦「初瀬」を担当している。操艦術は得意ではなく、石橋甫副長や千坂智次郎航海長ら現場経験の長いスタッフ任せだったと言われている。元山港入港時に石橋副長に無断で操艦し、係留ロープをスクリューに巻き込んでしまい、一晩かけてほどく羽目になったこともある。
- 同期の藤井較一大将とは正反対の性格ながら馬が合った。日本海海戦直前の作戦会議では、対馬海峡残留を説く藤井に賛同する者はまったくなかったが、遅れて登場した島村が藤井と同意見を述べるや、会議の流れは一挙に対馬残留に変化したという。また私生活でも、借家の賃貸期限が切れそうになって途方に暮れる島村に、藤井が長らく住んでいた旧宅を提供している。ただし、実は藤井の旧宅も借家だった（藤井本人は戸建と信じて疑わなかった）ため、家主に乗り込まれた島村は大いに困惑したという。
- 日露戦争中の旅順封鎖作戦終了後に島村から連合艦隊参謀長を引き継いだ加藤友三郎とは、海軍兵学校時代からの旧友であり無二の親友である。加藤の総理大臣就任については、加藤の健康状態を慮って頑強に反対している。しかし自らが先に脳梗塞で倒れ、病床のうわ言で加藤を案じながら逝去した。島村が厄年の頃に「若い女性と婚約した」と報道された際、加藤が新聞の切抜きを手に「この報道は事実か？」と尋ねたことがある。生涯家庭に恵まれなかった加藤に何か思うところがあったのではないかと島村は述懐している。
- 家庭人としては温厚な家長であった。早くに父を亡くし、母との暮らしが長かった。姑との仲がよくやり繰り上手な妻を持ち、子供の教育にもおおらかであった。一方、客人を必要以上にもてなすために家計は苦しく、清貧生活を貫いた。
- 千葉県一宮町に別荘を所有した。近隣には斎藤実、加藤友三郎や仁礼景範など海軍出身者の別荘が建ち並んでいた。
- 海軍大学校校長時代、博文館の雑誌『太陽』が企画した「次代の適任者は誰か」という読者投票企画で、「次代の連合艦隊司令長官」部門で第一位となった。しかし島村は「日露戦争での戦勝はひとえに東郷司令長官と名参謀たちによるもので、自分は特段の働きをしておりません。もし将来自分が連合艦隊司令長官を拝命し、業績を残して職務を全うしたなら、そのときに初めてお受けします」と言って表彰を固辞したという。

## 家族
- 父の島村左五平は高知県士族。
- 母の鹿（1838-1917）は土佐郷士・徳弘直作の長女。
- 叔父（母の弟）の徳広正輝（1855-1936）は土佐で自由民権運動に関わり、上京後北海道開拓に興味を持ち、1882年に原野だった湧別町に入植、「徳弘農場」を拓き、北湧校分教場（現・湧別町立中湧別小学校）に土地を寄付するなど、湧別開拓の祖とされる[1]。アイヌの女性を内妻とし10人の子を儲け、高知出身の正妻との間にも二子を儲けた（のち離婚）[2]。1898年の湧別川の氾濫で被災して以降は土地を切り売りし、農場跡地は現在中湧別神社（北緯44度11分31秒 東経143度35分43秒 / 北緯44.19203207783328度 東経143.59525935028617度）になっており、顕彰碑などがある。徳弘については小池喜孝の『伝蔵と森蔵　自由民権とアイヌ連帯の記録』のほか、漫画『王道の狗』にも登場する[3]。
- 弟の島村茂穂（1867年生）は東京専門学校政治科卒の自由民権家であり、のちには常陸セメント役員となった[4][5]。
- 妻の菅尾（1880年生）は高知県人・近藤正英の娘。19歳のとき、22歳上の速雄と結婚した。[6][7]
- 長男に島村初太郎（1902年生）。襲爵し男爵となる。一高理科卒。[8]
- 二男の立花和雄(1907年生)は、立花寛治の孫娘の入り婿になり立花伯爵家を継承。学習院を経て北海道帝国大学卒、帝室林野局勤務ののち柳川で料理旅館経営[9][10]。著書に『柳川の殿(トン)さんとよばれて…―旧柳河藩第十六代当主立花和雄私史』 (梓書院、1996)がある。その長男の立花宗鑑（1937年生）は慶應義塾大学卒業後、三井物産、ユニシスを経て立花財団理事長[11]。二女・原田万紗子（1944年生）は千鳥屋創業家の原田良康に嫁ぎ、千鳥屋総本家の役員などを経て、夫の母親が別荘に使っていた糸島市で食品販売を手掛ける[12]。

## 年譜
- 安政5年（1858年）10月26日 - 土佐国（現・高知県）で出生。幼名は午吉。
- 明治13年（1880年）12月17日 - 海軍兵学校卒業（7期）。任海軍少尉補。
- 明治16年（1883年）11月2日 - 任海軍少尉。
- 明治18年1885年）
  - 6月20日 - 任海軍中尉。
  - 12月25日 - 軍艦「浅間」分隊長。
- 明治19年1886年）7月13日 - 任海軍大尉。
- 明治22年（1889年）8月2日 - イギリス出張。
- 明治25年（1892年）5月23日 - 巡洋艦「高雄」分隊長兼砲術長。
- 明治27年（1894年）12月9日 - 任海軍少佐。
- 明治29年（1896年）1月13日 - 海軍大学校教官。
- 明治30年（1897年）
  - 4月30日 - 在イタリア公使館（イタリア語版）付武官（～12月15日）。
  - 12月1日 - 任海軍中佐。
- 明治32年（1899年）
  - 9月29日 - 任海軍大佐。
  - 10月7日 - 防護巡洋艦「須磨」艦長。
- 明治35年（1902年）7月18日 - 戦艦「初瀬」艦長。
- 明治36年（1903年）
  - 10月27日 - 常備艦隊参謀長。
  - 12月28日 - 第一艦隊参謀長。連合艦隊参謀長（兼任）。
- 明治37年（1904年）6月6日 - 任海軍少将。
- 明治38年（1905年）
  - 1月12日 - 第二艦隊第二戦隊司令官。
  - 12月12日 - 第四艦隊司令官。
- 明治39年（1906年）
  - 4月1日 - 功二級。
  - 11月19日 - 海軍兵学校校長。
- 明治41年（1908年）8月28日 - 任海軍中将。海軍大学校校長。
- 明治42年（1909年）12月1日 - 第二艦隊司令長官。
- 明治44年（1911年）12月1日 - 佐世保鎮守府司令長官。
- 大正3年（1914年
  - 3月25日 - 海軍教育本部長。
  - 4月22日 - 軍令部長。
- 大正4年（1915年）
  - 8月28日 - 任海軍大将。
  - 11月7日 - 勲一等。
- 大正5年（1916年）7月14日 - 男爵。
- 大正12年（1923年）1月8日 - 死去。元帥。正二位。

## 栄典
位階
- 1883年（明治16年）12月25日 - 正八位[13]
- 1885年（明治18年）9月16日 - 従七位[14]
- 1890年（明治23年）11月1日 - 正七位[15]
- 1894年（明治27年）12月28日 - 従六位[16]
- 1898年（明治31年）3月8日 - 正六位[17]
- 1899年（明治32年）10月31日 - 従五位[18]
- 1904年（明治37年）7月15日 - 正五位[19]
- 1908年（明治41年）12月11日 - 従四位[20]
- 1910年（明治43年）12月27日 - 正四位[21]
- 1914年（大正3年）1月20日 - 従三位[22]
- 1917年（大正6年）2月10日 - 正三位[23]

爵位等
- 1916年（大正5年）7月14日 - 男爵[24]
- 1923年（大正12年）1月8日 - 元帥[25]

勲章等
| 受章年                     | 略綬 | 勲章名                       | 備考 |
| -------------------------- | ---- | ---------------------------- | ---- |
| 1894年（明治27年）11月24日 |      | 勲六等瑞宝章                 |      |
| 1895年（明治28年）9月27日  |      | 単光旭日章                   |      |
| 1895年（明治28年）9月27日  |      | 功四級金鵄勲章               |      |
| 1895年（明治28年）11月18日 |      | 明治二十七八年従軍記章       |      |
| 1899年（明治32年）11月10日 |      | 勲五等瑞宝章                 |      |
| 1901年（明治34年）11月1日  |      | 功三級金鵄勲章               |      |
| 1901年（明治34年）11月1日  |      | 勲三等旭日中綬章             |      |
| 1902年（明治35年）5月10日  |      | 明治三十三年従軍記章         |      |
| 1905年（明治38年）11月30日 |      | 勲二等瑞宝章                 |      |
| 1906年（明治39年）4月1日   |      | 功二級金鵄勲章               |      |
| 1906年（明治39年）4月1日   |      | 旭日重光章                   |      |
| 1906年（明治39年）4月1日   |      | 明治三十七八年従軍記章       |      |
| 1912年（明治45年）5月24日  |      | 勲一等瑞宝章                 |      |
| 1915年（大正4年）11月7日   |      | 旭日大綬章                   |      |
| 1915年（大正4年）11月7日   |      | 大正三四年従軍記章           |      |
| 1915年（大正4年）11月10日  |      | 大礼記念章（大正）           |      |
| 1920年（大正9年）11月1日   |      | 旭日桐花大綬章               |      |
| 1920年（大正9年）11月1日   |      | 大正三年乃至九年戦役従軍記章 |      |

外国勲章佩用允許
| 受章年                     | 国籍           | 略綬 | 勲章名                               | 備考 |
| -------------------------- | -------------- | ---- | ------------------------------------ | ---- |
| 1911年（明治44年）12月22日 | イタリア王国   |      | サンモーリスエラザル第一等勲章       |      |
| 1911年（明治44年）12月22日 | フランス共和国 |      | レジオンドヌール勲章グラントフィシエ |      |
| 1911年（明治44年）12月22日 | イギリス帝国   |      | イギリス皇帝皇后両陛下戴冠記念章     |      |
| 1920年（大正9年）12月22日  | アメリカ合衆国 |      | 海軍殊勲章                           |      |

## 島村速雄を演じた俳優
- 丹波哲郎：『明治天皇と日露大戦争』
- 稲葉義男：『日本海大海戦』
- 舘ひろし：『坂の上の雲』

| 軍職            | 軍職                                                       | 軍職            |
| --------------- | ---------------------------------------------------------- | --------------- |
| 先代 上村彦之丞 | 連合艦隊参謀長 第4代：1903年12月28日 - 1905年1月12日       | 次代 加藤友三郎 |
| 先代 富岡定恭   | 海軍兵学校校長 第25代：1906年11月19日 - 1908年8月28日      | 次代 吉松茂太郎 |
| 先代 坂本俊篤   | 海軍大学校校長 第15代：1908年8月28日 - 1909年12月1日       | 次代 川島令次郎 |
| 先代 出羽重遠   | 第二艦隊司令長官 第5代：1909年12月1日 - 1911年12月1日      | 次代 吉松茂太郎 |
| 先代 出羽重遠   | 佐世保鎮守府司令長官 第15代：1911年12月1日 - 1914年3月25日 | 次代 藤井較一   |
| 先代 吉松茂太郎 | 海軍教育本部長 第11代：1914年3月25日 - 1914年4月22日       | 次代 名和又八郎 |
| 先代 伊集院五郎 | 海軍軍令部長 第10代：1914年4月22日 - 1920年10月1日         | 次代 山下源太郎 |
| 日本の爵位      |                                                            |                 |
| 先代 叙爵       | 男爵 島村（速雄）家初代 1916年 - 1923年                    | 次代 島村初太郎 |